# 黄金狂時代

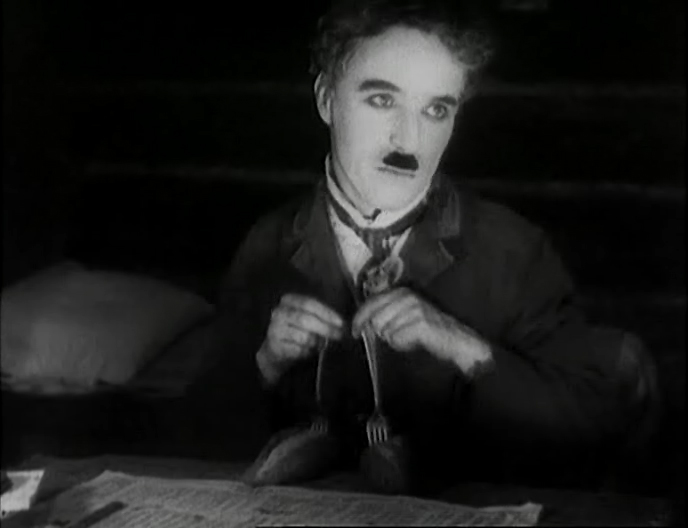
ロールパンにフォークを刺し、足に見立ててダンスを披露する名場面。

『黄金狂時代』（おうごんきょうじだい、The Gold Rush）は、1925年に製作されたアメリカ映画である。チャールズ・チャップリンが監督・脚本・主演を務めた喜劇映画で、喜劇王と呼ばれたチャップリンの作品の中でも特に傑作と呼ばれている作品である。
飢えや孤独などに翻弄されながら、黄金を求めて狂奔する人々をチャップリンならではのヒューマニズムとギャグで面白おかしく描いている。空腹のあまりにチャップリンが靴をゆでて靴底の釘を鶏肉の骨のようにしゃぶり靴ひもをスパゲティのように食べるシーンや、ロールパンにフォークを刺して足に見立ててダンスを披露するシーン、山小屋が崖の縁で止まり中の2人が翻弄されるシーンなどが有名。
チャップリンが1919年にD・W・グリフィス、メアリー・ピックフォード、ダグラス・フェアバンクスらとともに創立したユナイテッド・アーティスツで製作・配給し、チャップリンにとって前作『巴里の女性』に続く同社での作品となった。1942年にチャップリン自身がナレーションをつけて再公開したサウンド版が製作されている。

## あらすじ

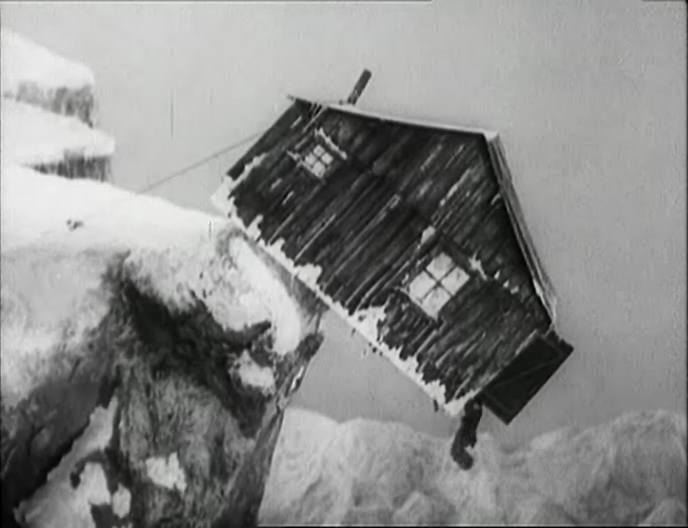
山小屋でのクライマックス。

ゴールドラッシュに沸くアラスカ。雪深い山に金鉱を捜し求めてきた一人の金鉱探し・チャーリー。猛吹雪に難渋した上、転がり込んだ小屋にはお尋ね者のブラック・ラーセンがいた。やがて、同じく猛吹雪で転がり込んできた金鉱探しのビッグ・ジム・マッケイと避難生活を送ることとなる。寒さと飢えがピークに達し、ビッグ・ジムはチャーリーがニワトリに見える始末。やがて靴を食べる生活まで始めた。
紆余曲折を経てビッグ・ジムと別れ、麓に出来た新興の街にやってきたチャーリーは酒場で出会ったジョージアに一目ぼれする。大晦日の夜、酒場の近くにある小屋の留守を任されたチャーリーは、ジョージアをもてなそうとパーティの準備をして自宅に誘うが、約束をすっぽかされてしまう。酒場での大晦日のパーティが終わった後、ジョージアは約束を思い出してチャーリーの家に行くが、チャーリーは落胆して外出していたため会うことはできなかった。飾り付けられた部屋の中や自分あてのプレゼントをみたジョージアは、チャーリーが自身に好意を寄せていることに気づく。
酒場にやってきたチャーリーは所在なさげにうろついていたが、酒場のバーテンダーからジョージアからの言伝を書いた紙を受け取る。そこには、約束を破ったことを謝りたいと書かれていた（以上はサウンド版の展開。元のサイレント版では恋敵のジャック宛ての手紙だったことを知らずに自分宛てだと思い込んだ）。
すぐさまジョージアを探し回るチャーリーだが、おもいもがけずビッグ・ジムと再会を果たす。彼は何か無我夢中な様子で一緒に来てくれとせがんでくる。実は、ジムはチャーリーと別れた後、自ら探し当てた金鉱へ戻ったのだが、待ち伏せしていたブラック・ラーセンと乱闘になった末に頭部を殴打され、記憶を失っていた。記憶を取り戻したものの、金の鉱脈のありかのしるしを残した場所を思い出すことができなかったため、共に一緒に過ごしていたチャーリーを探していたのである。
チャーリーは再会したジョージアに必ず戻ってくると言い残し、金の鉱脈を見つけ出すべくジムと共に再び雪山へと舞い戻る。そして、崖崩れによる小屋の崩落という危機をなんとか乗り越え、ついに金の鉱脈を発見し、一躍百万長者となった。
そして帰りの船上でジョージアと再会し、今度こそ結ばれるのだった。

## キャスト
出典：
- 孤独な金鉱探しチャーリー：チャールズ・チャップリン
- ジョージア（酒場の女）：ジョージア・ヘイル
- ビッグ・ジム・マッケイ（金鉱探し）：マック・スウェイン
- ブラック・ラーセン（指名手配犯）：トム・マレイ（英語版）
- ハンク・カーティス（鉱山技師）：ヘンリー・バーグマン
- ジャック（女たらし）：マルコム・ウエイト（英語版）
- バーテンダー：スタンリー・J・サンフォード（英語版）
- 鉱山師：アルバート・オースチン、アラン・ガルシア、トム・ウッド[注 1]、チャールズ・コンクリン、ジョン・ランドなど

### 日本語吹替
| 役名         | 俳優                     | 日本語吹替 |
| ------------ | ------------------------ | ---------- |
| ナレーション | チャールズ・チャップリン | 平田広明   |

- 2016年発売の『チャップリン Blu-ray BOX』に収録。

日本語吹き替えは上記のほか、アメリカ国内で日系アメリカ人を起用して制作されたものが存在するとされる。

## 製作

### 着想
1923年に、チャップリンは友人であるダグラス・フェアバンクス、メアリー・ピックフォード夫妻の家を訪れた際、ステレオスコープでアラスカ州のチルクート峠を越える探掘者の行列の写真を見て、作品のアイデアが浮かんだとされている。そのアイデアに、1846年にシエラ・ネバダで発生した、入植団・ドナー隊の悲劇を取り入れており、彼らが飢えをしのぐために仲間の死体や動物を食べて生き延びたというエピソードから、靴を食べるなどといった場面を発想したという。

### 撮影
撮影は1923年の冬から始まり、山小屋のシーンがまず最初に撮影された。有名な革靴を食す場面は、靴の革を海藻（甘草とも）で、釘を飴細工、靴ヒモはイカ墨スパゲッティで造ってある。このシーンは何度も撮り直しをしながら修正を行ったために、撮影に3日かかり、63回撮り直された。ちなみにチャップリンと、マック・スウェインは何度も海藻の靴を食べたために下痢に悩まされたという。
冒頭のチルクート峠を越える大勢の探掘者を映し出したシーンは、シエラネバダ山脈で撮影され、近くのサクラメントにいたホームレスなど600人をかき集めて撮影された。このようにチャップリン映画としては異例の大規模なロケーション撮影が敢行されたが、チャップリンが風邪を引いたり、悪天候で撮影が思い通りに進まなかったこともあり、他のシーンはチャップリン・スタジオでの収録に変えられた。スタジオ内に大掛かりな雪山や街のセットを作り、雪は漆喰と塩と小麦粉、紙吹雪で代用した。また、トム・マレイ演じる指名手配犯が雪崩に飲み込まれるシーンでは特撮も使われており、「チャップリン映画の中で最も力が入っている作品」とする評価もある。
ヒロイン役については、これまでの作品でヒロインを務めていたエドナ・パーヴァイアンスが太りすぎており、ヒロインには向かなかったため新しいヒロイン探しが行われた。その噂を聞きつけてヒロイン役に名乗り出たのは『キッド』で天使を演じた当時15歳のリリタ・マクマレイで、彼女の友人でのちに『サーカス』でヒロインを演じるマーナ・ケネディと共に撮影所に売り込みをかけた。リリタの売り込みによって1924年3月2日に週給750ドルで契約が結ばれ、彼女はこれを機に芸名を「リタ・グレイ」とした。リタも撮影に加わったが、9月頃にリタが妊娠していたことを告げられる。マクマレイ家（リタの実家）は憤激し、チャップリンにリタとの結婚を迫った。仕方なしにチャップリンはロケーション撮影と偽って、メキシコに向かい、11月25日に式を挙げることとなった。これにより映画の撮影はストップしていたが、リタは「家庭に入る」という理由で役を降板。そこでヒロイン探しを再び行い、ジョセフ・フォン・スタンバーグ監督の『救ひを求むる人々』でヒロインを演じたジョージア・ヘイルが抜擢された。
撮影は1925年5月に終了し、撮影期間は1年3か月もかかった。本作の製作経緯、残存するNGシーンについてドキュメンタリー『知られざるチャップリン』で紹介されている（#外部リンク参照）。

### メインスタッフ
- 製作・監督・脚本：チャールズ・チャップリン
- 助監督：チャールズ・リーズナー、エディ・サザランド、アンリ・ダバディ・ダラ
- 制作主任：アルフレッド・リーヴズ
- 撮影：ローランド・トザロー
- 美術：チャールズ・D・ホール
- カメラ：ジャック・ウィルソン、マーク・マーラット

以下はサウンド版でのスタッフ他
- ナレーター・作曲：チャールズ・チャップリン
- 音楽監督：マックス・テール
- 録音：ピート・デッカー、ウィリー・ダルグリッシュ
- フィルムエディター：ハロルド・マックガン
- サウンドシステム：RCA

## 公開後
作品は1925年6月26日にハリウッドのグローマンズ・エジプシャン・シアターでプレミア公開され、600万ドル以上の興行収入を上げたといわれる。日本では同年12月17日に公開され、1926年度のキネマ旬報ベストテン第1位にランクインされている。
1942年にはチャップリン自身が音楽・音響・解説をつけたサウンド版を製作し、第15回アカデミー賞喜劇映画音楽賞とアカデミー録音賞にノミネートされた。

### 評価
作品は現在に至るまでチャップリン映画の最高傑作、並びにコメディ映画の名作として謳われ、高く評価されている。
1958年、ブリュッセル万国博覧会で発表された「世界映画史上の傑作12選」で『戦艦ポチョムキン』に次いで第2位に選ばれた。1967年、カナダ、オッタワの映画保存協会が世界40か国の批評家のアンケートにより選出した「映画史上のコメディ・ベスト10」では第1位に選ばれた。また、1992年にはアメリカ国立フィルム登録簿に登録された。

### ランキング
- 「映画史上最高の作品ベストテン」（英国映画協会『Sight&Sound』誌発表、10年毎に選出）
  - 1952年 「映画批評家が選ぶベストテン」第2位[16]
  - 1962年 「映画批評家が選ぶベストテン」第14位[17]
  - 1972年 「映画批評家が選ぶベストテン」第12位[18]
  - 1982年 「映画批評家が選ぶベストテン」第32位
  - 1992年 「映画批評家が選ぶベストテン」第42位
  - 2012年 「映画監督が選ぶベストテン」第91位[19]
- 「AFIアメリカ映画100年シリーズ」
  - 1998年 「アメリカ映画ベスト100」第74位
  - 2000年 「コメディ映画ベスト100」第25位
  - 2007年 「アメリカ映画ベスト100（10周年エディション）」第58位
- 2000年 「20世紀の映画リスト」（米『ヴィレッジ・ヴォイス』紙発表）第50位[20]
- 2008年 「史上最高の映画100本」（仏『カイエ・デュ・シネマ』誌発表）第97位[21]
- 2013年 「オールタイムベスト100」（米『エンターテイメント・ウィークリー』誌発表）第8位[22]
- 2015年 「史上最高のアメリカ映画100」（英BBC発表）第17位[23]
- 2017年 「史上最高のコメディ映画トップ100」（英BBC発表）第25位[24]
- 2018年 「史上最高のコメディー映画ベスト100」（米『ペースト』発表）54位[25]
- 2022年 「史上最高のコメディー映画ベスト100」（英『タイムアウト』誌発表）第88位[26]

個人のランキングでは、アキ・カウリスマキが好きな映画ベスト10の第6位に挙げている。
日本でのランキング
- 1926年 第3回「キネマ旬報ベストテン・外国映画」（キネマ旬報発表）第1位[28]
- 1980年 「外国映画史上ベストテン（キネマ旬報戦後復刊800号記念）」（キネマ旬報発表）第12位
- 1988年 「大アンケートによる洋画ベスト150」（文藝春秋発表）第15位
- 1989年 「外国映画史上ベストテン（キネ旬戦後復刊1000号記念）」（キネ旬発表）第14位
- 1995年 「オールタイムベストテン・世界映画編」（キネ旬発表）第38位
- 1999年 「映画人が選ぶオールタイムベスト100・外国映画編（キネ旬創刊80周年記念）」（キネ旬発表）第51位

## オリジナル版
1925年：アメリカ
制作会社：チャップリン＝ユナイテッド・アーティスツ
モノクロ
上映時間：82分 - 96分
フィルム：10巻/9000ft超→8555ft/スタンダード/モノラル
ワールド・プレミア（9000ft超版）：1925年6月26日、ローマンズ・エジプシャン劇場（ロサンゼルス）
ニューヨーク・プレミア（8555ft版）：1925年8月16日、ストランドシアター
後述のサウンド版公開以降は、一部を除くとほとんど公開されることはなかったが、1993年にサイレント映画研究の第一人者であるケヴィン・ブラウンロウとディヴィッド・ギルが修復している。1925年のベルリンプレミアの際には、チャーリーがロールパンのダンスを披露するシーンで、観客の喝采によってそのシーンを繰り返し上映している。
2025年5月、第78回カンヌ国際映画祭のカンヌ・クラシックス部門正式出品作品として、映像の4K修復版がアメリカの指揮者・作曲家であるティモシー・ブロックによるスコアの復元・編曲を経て、プレオープニング枠で世界初上映された。また、世界初上映からちょうど100周年となる2025年6月26日に世界同時上映される。
なお、オリジナル版は作品中に著作権表記があるものの公開時期が古く、リニュー（著作権更新手続き）が行われなかったことから公開当時の米国の法律（方式主義）により権利放棄とみなされ、米国に於いてはパブリックドメインとなった。なお、現在の版権保有者であるリヒテンシュタインの法人は米国以外（監督没年を基準とする国）では著作権存続を主張している。

## サウンド版
1942年：アメリカ
制作会社：チャップリン＝ユナイテッド・アーティスツ
モノクロ
上映時間：73分
フィルム：7巻/8498ft/スタンダード/モノラル
リヴァイバル・プレミア：1942年4月16日
1941年6月9日からローランド・トザローとともにすべてのネガを見直し、冗長と思われるカットや、字幕・シーンの差し替えなどを行った。この編集により、バーテンダー役のスタンリー・サンフォードの出演シーンが、ストーリー上カットできない部分を除いてすべてカットされた。一部シーンを別テイクに差し替えたため、同じ演技でもサイレント版とニュアンスが若干異なる部分もある。#あらすじ節で既述のとおり、元のサイレント版ではジョージアからジャック宛てに書かれた手紙が、サウンド版ではチャーリー宛てと変更された。また、サイレント版でのラストはチャーリーとジョージアの熱いキスシーンで終幕となるが、サウンド版では二人が甲板に上がるだけのおとなしいものに替わっている（#外部リンク Unknown Chaplin: Ep. 2 参照）。
冒頭に、『黄金狂時代』の初公開時にこの作品を激賞し、1942年1月23日に急逝した評論家のアレクサンダー・ウールコットへの献辞「Dedicated to ALEXANDER WOOLLCOTT In appreciation of his praise of this picture.」が添えられている。
リヴァイバル・プレミア以降、現在では特に断りのない場合『黄金狂時代』といえばこのサウンド版を指す。
1962年（昭和37年）、東和映画の提供で『チャップリンの黄金狂時代』が再公開された。日本語版吹き込みを渥美清が担当している。入荷したフィルムはドイツ語版であるという。
日本では、NHKが春風亭小朝（1988年1月1日放送）がチャップリンの台詞の上に日本語を被せるという方法で放映した。古くは一龍齋貞鳳（1966年12月31日放送）の記録がある。

## ギャラリー

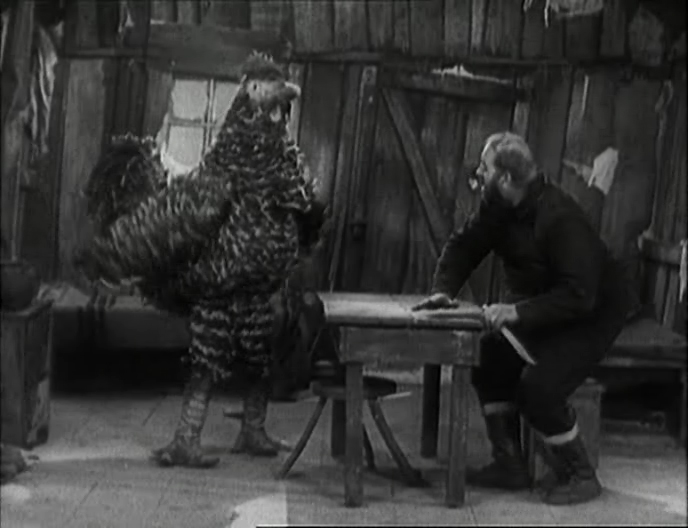
飢えに苦しむビッグ・ジムは、チャーリーを鶏と見間違えて捕まえようとする。
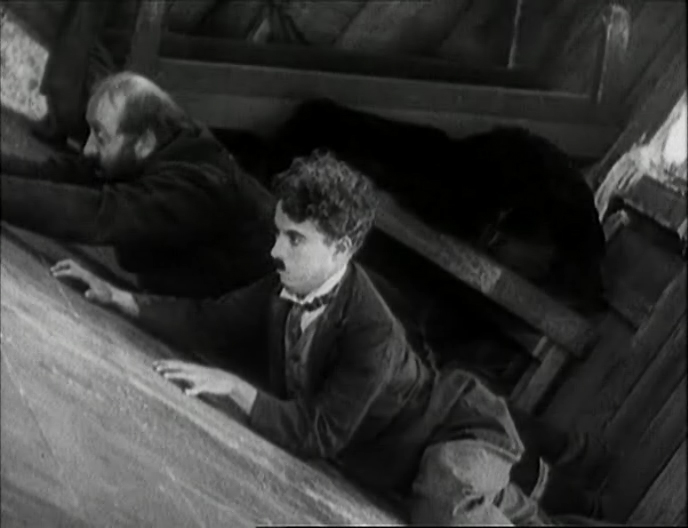
ラストの山小屋からの脱出シーン。
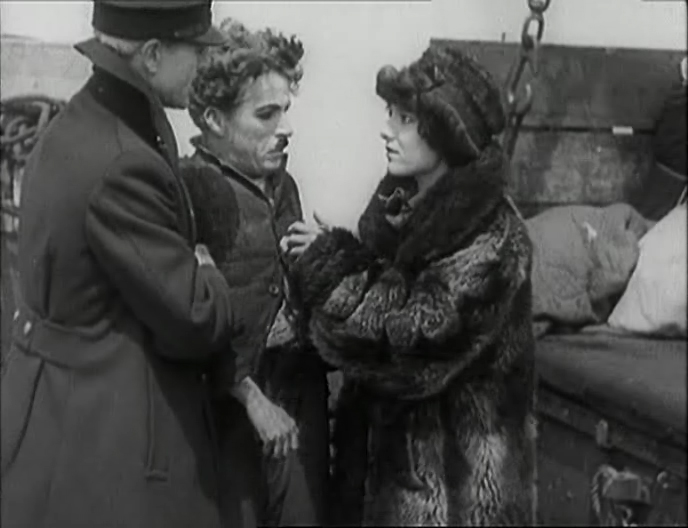
金持ちになったチャーリーは、船の上でジョージアと再会する。

## その他
- 極度の飢餓感からチャーリーが鶏に見えてしまうシーンで、食人を危惧し彼が卓上から隠したはずのナイフが場面転換後再び置かれている。

## 発展資料
- デイヴィッド・ロビンソン『チャップリン』 上、宮本高晴、髙田惠子 訳、文藝春秋、1993年4月。ISBN 978-4-1634-7430-4。
- デイヴィッド・ロビンソン『チャップリン』 下、宮本高晴、高田恵子 訳、文藝春秋、1993年4月。ISBN 978-4-1634-7440-3。
- 大野裕之「黄金狂時代」『Love Chaplin Collector's Edition・ライナーノーツ』日本ヘラルド映画、ジェネオン・エンタテインメント、2004年
- 大野裕之『チャップリン再入門』日本放送出版協会〈生活人新書〉、2005年4月。ISBN 978-4-1408-8141-5。